# Ferdinand Monoyer
Ferdinand Monoyer (Lyon, Francia, 9 de mayo de 1836-11 de julio de 1912) fue un oftalmólogo francés, conocido por introducir la dioptría en 1872 y  por haber inventado la tabla de Monoyer, usada para probar la agudeza visual.

## Biografía

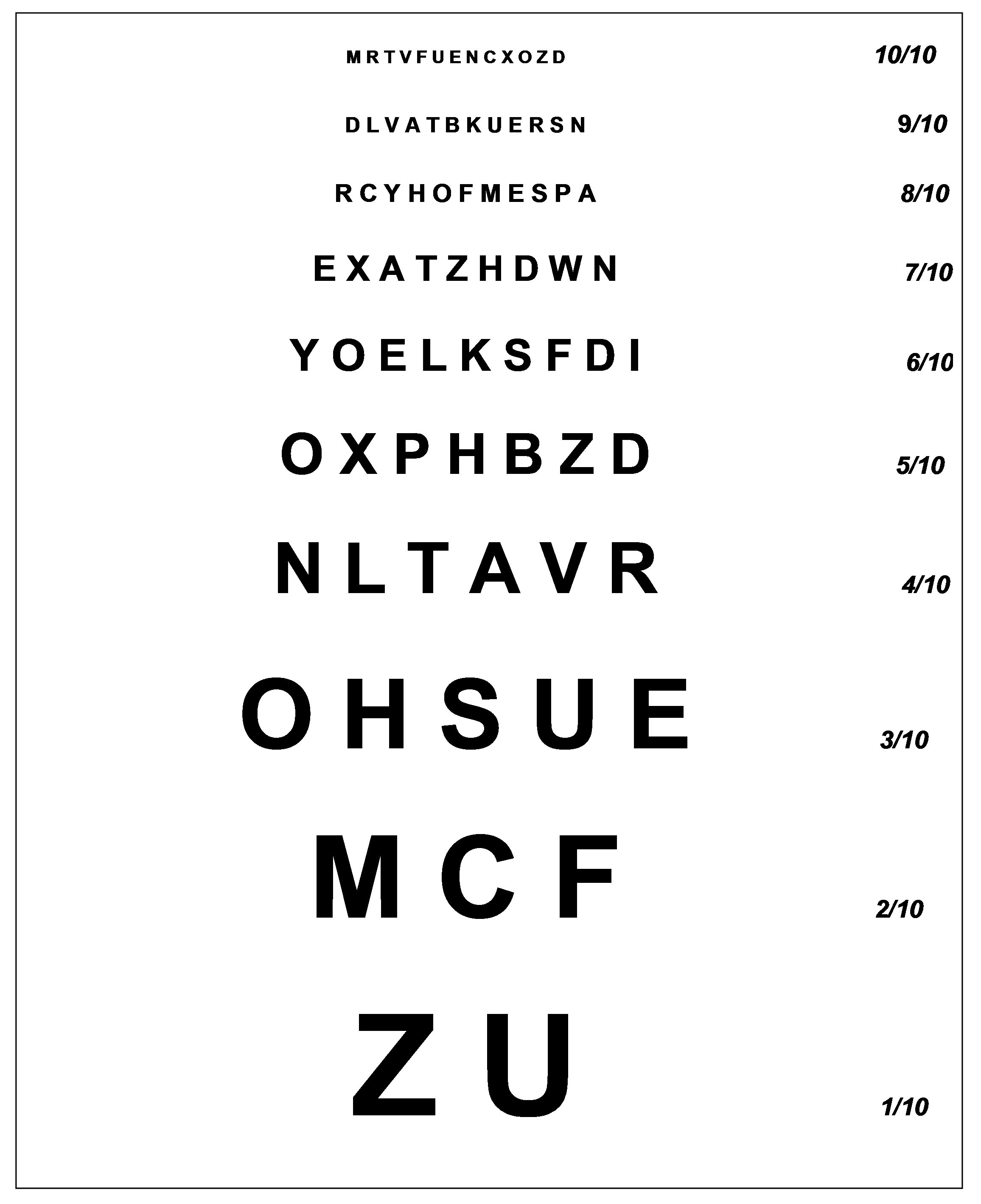
Tabla de Monoyer. Leyendo hacia arriba en ambos extremos (ignorando la última línea), se puede ver el nombre "Ferdinand Monoyer".

Hijo de un médico militar francés, nació el 9 de mayo de 1836 en Lyon y Fue profesor de Física Médica en la Facultad de Medicina de la Universidad de Estrasburgo en 1871. Más tarde fue director de la Clínica Oftálmica de la Facultad de Medicina de la Universidad de Nancy de 1872 a 1877. También fue profesor de Medicina Física de la Facultad de Medicina de la Universidad de Lyon de 1877 a 1909.
La revista Annales d'Oculistiques publicaría en 1872 un texto de Monoyer titulado «Sur l'introduction du système métrique dans le numérotage des verres de lunettes et sur le choix d'une unité de réfraction», el cual sería la primera vez que proponía aplicar el significado “dioptría” a la unidad de potencia de una lente, expresada como la inversa de distancia focal en metros. En 1875, el Congreso de Oftalmología de Bruselas adoptaba la dioptría como unidad internacional de refracción en óptica media, siendo la que sigue siendo utilizada hoy en día.
Tiempo después, para también medir la agudeza visual con la corrección óptica ajustada, Monoyer inventó una tabla de optotipos formada por diez hileras de letras, con dos modelos, una para medir la agudeza visual a tres metros de distancia y otra, a cinco. El paciente debía nombrar la letra que el doctor le marcara, logrando así llegar a los límites del nivel de agudeza visual del paciente. Todo esto llevó a una mayor composición del espacio tiempo en cuanto a la medicina ocular.
Monoyer murió a la edad de 76 años. Su tumba está situada en los cementerios de la Guillotière en Lyon. El sábado 13 de julio de 1912, una larga procesión de amigos y miembros de la Facultad de Medicina de la Universidad de Lyon acompañaron al profesor Monoyer a su último lugar de descanso; el profesor Hugounenq destacó la carrera de Monoyer como presidente de la Universidad de Lyon, el profesor Asociado Nogier habló en nombre de los estudiantes del difunto maestro y el Dr. Louis Dor hizo un discurso en nombre de la Sociedad Oftalmológica de Lyon.

## Obras y publicaciones
Las siguientes obras y publicaciones fueron escritas o presentadas por Monoyer:
- Des fermentations, G. Silbermann (Estrasburgo), 1862. Texto.
- Un ophthalmoscope portatif, J. Van Buggenhoudt (Estrasburgo), 1863, 5 p.
- Applications des sciences physiques aux théories de la circulation, G. Silbermann (Estrasburgo), 30 de mayo de 1863.
- Emploi du legs Strauss-Durckheim, tipografía de G. Silbermann (Estrasburgo), 1866.
- Création à Strasbourg d'une école d'instruction pour les aveugles, G. Silbermann (Estrasburgo), 1866, 30 p.
- Conférences de physique médicale faites pendant le semestre d'été 1865-1866, 1866, 56 p.
- Une extraction de cataracte dans un cas de luxation du cristallin, avec complication du côté du tractus uvéal et du corps vitré, G. Silbermann (Estrasburgo), 1867, 23 p.
- Des anomalies de la réfraction de l'œil: notions théoriques et observations cliniques, impr. de G. Silbermann (Estrasburgo), 1868, 16 p. Texto.
- Idée d'une nouvelle théorie entièrement physique des images consécutives, G. Silbermann (Estrasburgo), 1868.
- «Sur l'introduction du couteau linéaire dans la pratique de l'iridectomie» (Estrasburgo), 1871.
- «Description et usage de l'iconarithme, nouvel instrument destiné à faciliter l'étude des images fournies par les lentilles» (Estrasburgo), 1872.
- Épithélioma perlé ou margaritoïde de l'iris, Berger-Levrault (París) , 1872.
- Notions générales de zymologie, Berger-Levrault et Cie (París), 1872.
- Discours d'inauguration prononcé le 19 février 1873: cours d'ophthalmologie, Berger-Levrault et Cie (París), 1874, 24 p. Texto.
- De la Cure radicale de certaines formes de tumeurs lacrymales au moyen de l'excision partielle du sac, du cathétérisme méthodique et des injections au sulfate de soude, P. Asselin (París), 1873.
- «Recherches expérimentales sur l'équilibre et la locomotion chez les poissons».
- «Échelle typographique pour la détermination de l’acuité visuelle», en: Comptes rendus de l'Académie des Sciences, 80 (113), 1875.
- Nouvelle formule destinée à calculer la force réfringente ou le numéro des lunettes du presbyte, Gauthier-Villars (París), 1875, 5 p.
- Du rôle étiologique de la douche murale descendante dans le développement des psychronoses, impr. de Berger-Levrault et Cie (Nancy), 1877, 4 p. Texto.
- Extraction de la cataracte par le procédé quasi-linéaire ou à section mésocyclique, simple ou composé, étude descriptive, taxonomique et critique, impr. de Berger-Levrault (Nancy), 1878, in-8° , 80 p. Texto
- Théorie des forces cosmiques basée sur les mouvements de la matière pondérable seule, non-existence de la matière impondérable, impr. de Giraud (Lyon), 1881.
- Théorie générale des systèmes dioptriques centrés, Gauthier-Villars (París), 1883.
- Mesure et correction de la presbytie, G. Steinheil, 1898, 148 p.
- Les cinq réformes les plus urgentes pour les facultés de Médecine, Rey (Lyon), 1904.
- Physique sociale: emploi combiné du système du quotient vrai et du système du quotient fictif pour la répartition des sièges dans la représentation proportionnelle, Librairie A. Rousseau (París), 1906. Texto.
- Sur la tension superficielle des liquides, [conferencia] impr. de Schneider (Lyon), 1906.